# Фонд Рокфеллера
Фонд Рокфеллера (англ. Rockefeller Foundation) — американский благотворительный фонд.

## История
Интерес Рокфеллера к благотворительности в крупных масштабах проявился в 1889 году под влиянием Эндрю Карнеги, который опубликовал эссе Евангелие богатства, что побудило его написать письмо Карнеги, восхваляющее его в качестве примера для других богатых людей. Именно в тот год он сделал первое пожертвование из тех $ 35 млн, которыми в течение двух следующих десятилетий осуществлял финансирование Чикагского университета.
Фонд Рокфеллера основан Джоном Д. Рокфеллером вместе с его сыном Джоном Д. Рокфеллером-младшим и Фредериком Т. Гейтсом (консультант Рокфеллера-старшего по основному бизнесу и благотворительности) в штате Нью-Йорк в 1913 году.
Штаб-квартира расположена по адресу 420 Fifth Avenue, Сити, New York City.
После смерти Джона Девидсона Рокфеллера фонд унаследовал его единственный сын.
В 1930-е годы фонд финансировал евгенические изыскания немецких нацистов даже после того, как стало очевидно, чем это грозит немецким евреям.

## Деятельность
Фонд Рокфеллера является инициатором создания и основным спонсором Global Impact Investing Network.

## Показатели деятельности
На конец 2006 года в Фонде было эндаумент-активов на сумму 3,7 млрд долл. США (15-е место по общим объёмам активов среди всех фондов в США). Хотя это уже не крупнейший фонд по размеру активов, Фонд Рокфеллера остаётся в ведущих рядах среди наиболее значительных и влиятельных неправительственных организаций в мире.

## Попечители
Среди текущих попечителей:
- Ann M. Fudge[англ.] — Chairman and CEO, Young & Rubicam[англ.] Brands, New York.
- Rajat Gupta[англ.] — Director, Goldman Sachs, Procter & Gamble, AMR Corporation; Special Advisor to the Генеральный секретарь ООН; former Managing Director, McKinsey & Company.
- Jessica T. Mathews — President, Фонд Карнеги за международный мир, Washington, D.C.
- Sandra Day O’Connor — Associate Justice, Retired, Верховный суд США, Washington, D.C. (Первая женщина, назначенная в Верховный суд США.)
- James F. Orr, III, (Член правления) — President and Chief Executive Officer, LandingPoint Capital, Boston, Massachusetts.
- Mamphela Ramphele[англ.] — Chairperson, Circle Capital Ventures, Cape Town, South Africa.
- Рокфеллер, Дэвид Младший — Вице-председатель Rockefeller Family & Associates; Директор и бывший член правления Rockefeller & Co., Inc.; в настоящее время попечитель Музея современного искусства в Нью-Йорке.
- Raymond W. Smith — Chairman, Rothschild, Inc., New York; Chairman of Arlington Capital Partners[англ.]; Chairman of Verizon Ventures; and a Trustee of the Carnegie Corporation of New York.

Среди попечителей прошлых лет:
- Алда, Алан, 1989—1994 — актёр и режиссёр фильмов.
- Winthrop W. Aldrich 1935—1951 — Chairman of the Chase National Bank, 1934—1953; Ambassador to the Court of St. James, 1953—1957.
- John W. Davis 1922—1939 — Морган, Джон Пирпонт's private attorney; президент организации Совет по международным отношениям.
- C. Douglas Dillon 1960—1961 — Министр финансов США, 1961—1965; член Совета по международным отношениям.
- Orvil E. Dryfoos 1960—1963 — Publisher of the New York Times, 1961—1963.
- Peggy Dulany, 1989—1994 — Четвёртый ребёнок Дэвида Рокфеллера; основатель и президент Synergos.
- Даллес, Джон Фостер 1935—1952 {Chairman} — US Secretary of State, 1953—1959; Senior partner, Sullivan & Cromwell law firm.
- Charles William Eliot 1914—1917 — Гарвардский университет, Президент, 1869—1909.
- Frederick T. Gates 1913—1923 — советник Джона Д. Рокфеллера-ст.
- Гулд, Стивен Джей 1993—2002 — Author; Professor and Curator, Museum of Comparative Zoology, Гарвардский университет.
- Wallace Harrison 1951—1961 — Rockefeller family architect; lead architect for the UN Headquarters complex.
- Хьюз, Чарльз Эванс 1917—1921;1925-1928 — Chief Justice of the United States, 1930—1941.
- Ловетт, Роберт 1949—1961 — министр обороны США, 1951—1953.
- Йо-Йо Ма 1999—2002 — виолончелист.
- John J. McCloy Chairman: 1946—1949;1953-1958 — Prominent US Presidential Advisor; Chairman of the Ford Foundation, 1958—1965; Председатель Совета по международным отношениям.
- Bill Moyers 1969—1981 — Журналист.
- Рокфеллер, Джон Дэвисон 1913—1923.
- Рокфеллер, Джон Дэвисон Младший Председатель: 1917—1939.
- Рокфеллер, Джон Дэвисон 3-й Председатель: 1952—1972.
- Рокфеллер, Джон Дэвисон IV 1976-81.
- Julius Rosenwald 1917—1931 — Председатель Sears Roebuck, 1932—1939.
- Раск, Дин 1950—1961 — Госсекретарь США, 1961—1969.
- Frank Stanton 1961—1966? — Президент CBS, 1946—1971.
- Arthur Hays Sulzberger 1939—1957 — Publisher of the New York Times, 1935—1961.
- Волкер, Пол 1975—1979 — Chairman, Board of Governors, Federal Reserve Board; President, NY Federal Reserve Bank.
- Thomas J. Watson, Jr 1963—1968? — President of IBM, 1952—1971.
- Вулфенсон, Джеймс — Former President of the World Bank.
- George D. Woods 1961—1967? — President of the World Bank, 1963—1968.
- Юнг, Оуэн 1928—1939 — Chairman of General Electric, 1922—1939, 1942—1945.

## Президенты фонда
- Джон Д. Рокфеллер-младший — 1913—1917.
- George Vincent — 1917—1929
- Max Mason — 1929—1936
- Raymond Fosdick — 1936—1948
- Chester Barnard — 1948—1952
- Раск, Дин — 1952—1961
- J. George Harrar — 1961—1972
- John Knowles — 1972—1979
- Richard Lyman — 1980—1988
- Peter Goldmark, Jr. — 1988—1997
- Gordon Conway — 1998—2004
- Джудит Родин[англ.] — 2005—2017
- Раджив Шах — 2017—н. в.